# 방사휘도
방사휘도(radiance), 복사휘도, 광휘는 방사선 측정법에서 단위 투영 면적당 단위 입체각당 주어진 표면에서 방출, 반사, 전송 또는 수신되는 방사속이다. 방사휘도는 전자기 복사의 확산 방출과 반사를 특성화하고 중성미자 및 기타 입자의 방출을 정량화하는 데 사용된다. 방사휘도의 SI 단위는 평방미터당 스테라디안당 와트(W·sr−1·m−2)이다. 이는 방향성 수량이다. 표면의 광도는 관찰되는 방향에 따라 달라진다.
관련량 스펙트럼 휘도는 스펙트럼이 주파수 또는 파장의 함수로 간주되는지 여부에 따라 단위 주파수 또는 파장당 표면의 복사휘도이다.
역사적으로 복사휘도는 "강도"(intensity)로 불리고 스펙트럼 복사휘도는 "특정 강도"로 불렸다. 많은 분야에서 여전히 이 명명법을 사용한다. 특히 열 전달, 천체물리학 및 천문학에서 지배적이다. "강도"는 물리학에서 다른 많은 의미를 가지며, 가장 일반적인 것은 단위 면적당 전력이다.

## 같이 보기
- 에텐듀
- 빈 변위 법칙